# Ministerio del Poder Popular de Planificación
El Ministerio del Poder Popular de Planificación (MPPP) es uno de los organismos que conforman el gabinete ejecutivo del Poder Ejecutivo de la República Bolivariana de Venezuela. Actualmente está adscrito a la Vicepresidencia de Planificación con competencias referentes a la planificación estratégica, política, económica y territorial del Gobierno Venezolano.

## Antecedentes
Antiguamente conocido como Ministerio de Fomento. Ha sido el órgano encargado de promover la coordinación y la planificación de la gestión ejecutiva para promover el desarrollo nacional. También fue conocido como Oficina de Coordinación y Planificación (CordiPlan) durante los dos mandatos del presidente Rafael Caldera. Finalmente pasa a ser denominado Ministerio de Planificación y Desarrollo, para luego fusionarse con el Ministerio de Economía y Finanzas, y formar el Ministerio del Poder Popular para la Planificación y Finanzas. En 2013 el presidente Nicolás Maduro retomó este ministerio de la división del anterior, creando el Ministerio del Poder Popular de Planificación.
Estos son, grosso modo, algunos de los antecedentes cronológicos al actual Ministerio del Poder Popular de Planificación en la historia Republicana de Venezuela:
- 1958-1999 CORDIPLAN: Se crea la Oficina Central de Coordinación y Planificación, destinada a auxiliar al Presidente de la República y al Consejo de Ministros en la Planificación del desarrollo social y económico de la Nación. Gaceta Oficial N°25.850.[1]
- 1999-2006 MPD: Creación del Ministerio de Planificación y Desarrollo, con el fin de lograr una adecuada coordinación general de las actividades que desarrolla el Estado en los campos económico, social, territorial e institucional.
- 2006-2010 MPPPD: Cambia de nombre a Ministerio del Poder Popular para la Planificación y Desarrollo. Gaceta Oficial Extraordinaria N°5.586, Decreto N°5103.[2]
- 2010-2013 MPPPF: Creación del Ministerio del Poder Popular de Planificación y Finanzas producto de la fusión del Ministerio del Poder Popular para Planificación y Desarrollo con el Ministerio del Poder Popular de Economía y Finanzas. Decreto N°7.187. Gaceta Oficial N°39.358.[3]
- 2013 MPPP: Supresión del Ministerio del Poder Popular de Planificación y Finanzas, creándose los Ministerios del Poder Popular de Planificación y Ministerio del Poder Popular de Finanzas. Decreto N°01, Gaceta Oficial N°40.151.[4]

## Competencias
1. La regulación, formulación y seguimiento de políticas; la planificación y realización de las actividades del Ejecutivo Nacional en materia de planificación.
2. Formulación de las políticas, estratégicas y planes de desarrollo económico y social de la nación, tanto en el corto como en el mediano plazo, así como la preparación de las proyecciones y alternativas.
3. Seguimiento y evaluación de las políticas, planes de desarrollo y el Plan Operativo Anual.
4. Vigilancia y evaluación de los programas y proyectos de asistencia técnica que se ejecuten en el país.
5. Coordinación y administración del sistema integral de información sobre el personal de la administración pública.
6. Regulación y formulación de las políticas de reclutamiento, selección, formación, evaluación, promoción, remuneración, seguridad social y egreso de los funcionarios públicos.
7. Supervisión, coordinación de las oficinas de personal de la Administración Pública Nacional, así como las competencias que le señale la Ley del Estatuto de la Función Pública.
8. Evaluación de la gestión de recursos humanos de los órganos de la Administración Pública Nacional, así como las competencias que le señale la Lay del estatuto de la Función Pública.
9. La realización de la evaluación de los resultados de la gestión de los organismos que integran la Administración Pública Nacional y su divulgación, particularmente la evaluación del desempeño institucional de los órganos de la Administración Central y descentralizada Funcionalmente y la formulación de los convenios que sean suscritos entre el ejecutivo nacional y los organismos sujetos a evaluación de sus resultados.
10. Participación en la formulación de políticas y lineamientos para la planificación territorial.[5]

## Estructura del Ministerio
Según el Reglamento Orgánico del Ministerio del Poder Popular de Planificación, publicado mediante Decreto n.º 237, de la Gaceta Oficial n.º 40.213 con fecha 23 de julio de 2013 establece como estructura:
- Despacho del Viceministro(a) de Planificación Estratégica y Política.
- Despacho del Viceministro(a) de Planificación Económica.
- Despacho del Viceministro(a) de Planificación Social e Institucional.
- Despacho del Viceministro(a) de Planificación Territorial.

## Ministros de Planificación
A continuación se presenta un histórico de Nomenclaturas y Ministros de Planificación que a lo largo de la historia, han desarrollado las políticas en materia de Planificación en la República Bolivariana de Venezuela:
| Nombre                         | Período     | Presidente                   |
| ------------------------------ | ----------- | ---------------------------- |
| Jacinto Regino Pachano         | 1887 - 1888 | Hermógenes López             |
| José Manuel Hernández          | 1899        | Cipriano Castro              |
| Celestino Peraza               | 1899        | Cipriano Castro              |
| Guillermo Tell Villegas Pulido | 1899 - 1900 | Cipriano Castro              |
| Ramón Ayala                    | 1900 - 1901 | Cipriano Castro              |
| Felipe Arocha Gallegos         | 1901 - 1902 | Cipriano Castro              |
| Arnaldo Morales                | 1902 - 1903 | Cipriano Castro              |
| José T. Arria                  | 1903        | Cipriano Castro              |
| Rafael Garbiras Guzmán         | 1903 - 1904 | Cipriano Castro              |
| Arnaldo Morales                | 1904 - 1905 | Cipriano Castro              |
| Diego Bautista Ferrer          | 1905 - 1906 | Cipriano Castro              |
| Arístides Tellería             | 1906        | Cipriano Castro              |
| Arnaldo Morales                | 1906        | Cipriano Castro              |
| Jesús María Herrera Irigoyen   | 1906 - 1908 | Cipriano Castro              |
| Rafael María Carabaño          | 1908-1910   | Juan Vicente Gómez           |
| Bernabé Planas                 | 1910-1912   | Juan Vicente Gómez           |
| Pedro Emilio Coll              | 1912-1914   | Juan Vicente Gómez           |
| Santiago Fontiveros            | 1914-1916   | Juan Vicente Gómez           |
| Manuel Díaz Rodríguez          | 1916-1917   | Juan Vicente Gómez           |
| Gumersindo Torres              | 1917-1922   | Juan Vicente Gómez           |
| Antonio Álamo Dávila           | 1922-1929   | Juan Vicente Gómez           |
| José Ignacio Cárdenas          | 1929        | Juan Vicente Gómez           |
| Gumersindo Torres              | 1929-1931   | Juan Vicente Gómez           |
| Rafael Cayama Martínez         | 1931-1935   | Juan Vicente Gómez           |
| Pedro París                    | 1936        | Eleazar López Contreras      |
| Néstor Luis Pérez              | 1936 - 1938 | Eleazar López Contreras      |
| Manuel Egaña                   | 1938 - 1941 | Eleazar López Contreras      |
| Enrique Jorge Aguerrevere      | 1941 - 1942 | Isaías Medina Angarita       |
| Eugenio Mendoza Goiticoa       | 1942 - 1943 | Isaías Medina Angarita       |
| Gustavo Herrera                | 1943 - 1945 | Isaías Medina Angarita       |
| Juan de Dios Celis Paredes     | 1945        | Isaías Medina Angarita       |
| Juan Pablo Pérez Alfonzo       | 1945 - 1948 | Rómulo Betancourt            |
| Juan Pablo Pérez Alfonzo       | 1948        | Rómulo Gallegos              |
| Silvio Gutiérrez               | 1952 - 1958 | Marcos Pérez Jiménez         |
| Carlos Larrazábal Ugueto       | 1958        | Marcos Pérez Jiménez         |
| Lorenzo Fernández              | 1959 - 1962 | Rómulo Betancourt            |
| Godofredo González             | 1962 - 1963 | Rómulo Betancourt            |
| Hugo Pérez La Salvia           | 1963 - 1964 | Rómulo Betancourt            |
| Manuel Egaña                   | 1964        | Raúl Leoni                   |
| Luis Hernández Solís           | 1964 - 1968 | Raúl Leoni                   |
| Ana María Casanova             | 1968 - 1969 | Raúl Leoni                   |
| Luis Enrique Oberto            | 1969 - 1972 | Rafael Caldera               |
| Antonio Casas González         | 1972 - 1974 | Rafael Caldera               |
| Gumersindo Rodríguez           | 1974 - 1976 | Carlos Andrés Pérez          |
| Roberto Pocaterra              | 1976 - 1977 | Carlos Andrés Pérez          |
| Lorenzo Azpúrua Marturet       | 1977 - 1979 | Carlos Andrés Pérez          |
| Ricardo Martínez               | 1979 - 1982 | Luis Herrera Campins         |
| Maritza Izaguirre              | 1982 - 1984 | Luis Herrera Campins         |
| Luis Raúl Matos Azócar         | 1984 - 1986 | Jaime Lusinchi               |
| Leopoldo Carnevali             | 1986 - 1989 | Jaime Lusinchi               |
| Modesto Freites                | 1989        | Jaime Lusinchi               |
| Miguel Rodríguez Fandeo        | 1989 - 1992 | Carlos Andrés Pérez          |
| Ricardo Hausmann               | 1992 - 1993 | Carlos Andrés Pérez          |
| Hernán Anzola Jiménez          | 1993 - 1994 | Ramón José Velásquez         |
| Enzo Del Búffalo               | 1994        | Rafael Caldera               |
| Luis Carlos Palacios           | 1994        | Rafael Caldera               |
| Werner Corrales                | 1994 - 1995 | Rafael Caldera               |
| Edgar Paredes Pisani           | 1995 - 1996 | Rafael Caldera               |
| Teodoro Petkoff                | 1996 - 1999 | Rafael Caldera               |
| Jorge Giordani                 | 1999 - 2002 | Hugo Chávez                  |
| Felipe Pérez                   | 2002 - 2003 | Hugo Chávez                  |
| Jorge Giordani                 | 2003 - 2007 | Hugo Chávez                  |
| Haiman El Troudi               | 2007 - 2008 | Hugo Chávez                  |
| Jorge Giordani                 | 2008 - 2010 | Hugo Chávez                  |
| Jorge Giordani                 | 2011 - 2014 | Hugo Chávez / Nicolás Maduro |
| Ricardo Menéndez               | 2014 - 2019 | Nicolás Maduro               |
| Ricardo Menéndez               | 2019 - 2025 | Nicolás Maduro               |
| Ricardo Menéndez               | 2025 -      | Nicolás Maduro               |